# Pierre Porcon de La Barbinais
Pierre Porcon de La Barbinais, surnommé le Regulus malouin, est un personnage probablement imaginaire qui, d'après un récit datant de 1824, serait né à Saint-Malo le 31 octobre 1639 et serait mort décapité à Alger en 1681.

## Le récit
L'histoire de Pierre Porcon de La Barbinais apparaît pour la première fois dans le livre de François Gilles Pierre Barnabé Manet, Biographie de Malouins célèbres publiée en 1824, p. 76-78 (lire en ligne). Cette histoire a été reprise ensuite dans plusieurs livres dont l'Histoire de France, tome 113, p. 293, d'Henri Martin, en 1847 (lire en ligne). Elle a inspiré un tableau de George Louis Poilleux Saint-Ange intitulé Exécution de Porçon de la Barbinais en 1881.
Cette histoire édifiante a été critiquée par les historiens qui ont fait remarquer qu'aucun texte du XVIIe siècle ne mentionne cette histoire et qu'elle n'est pas conforme au déroulement des faits connus.

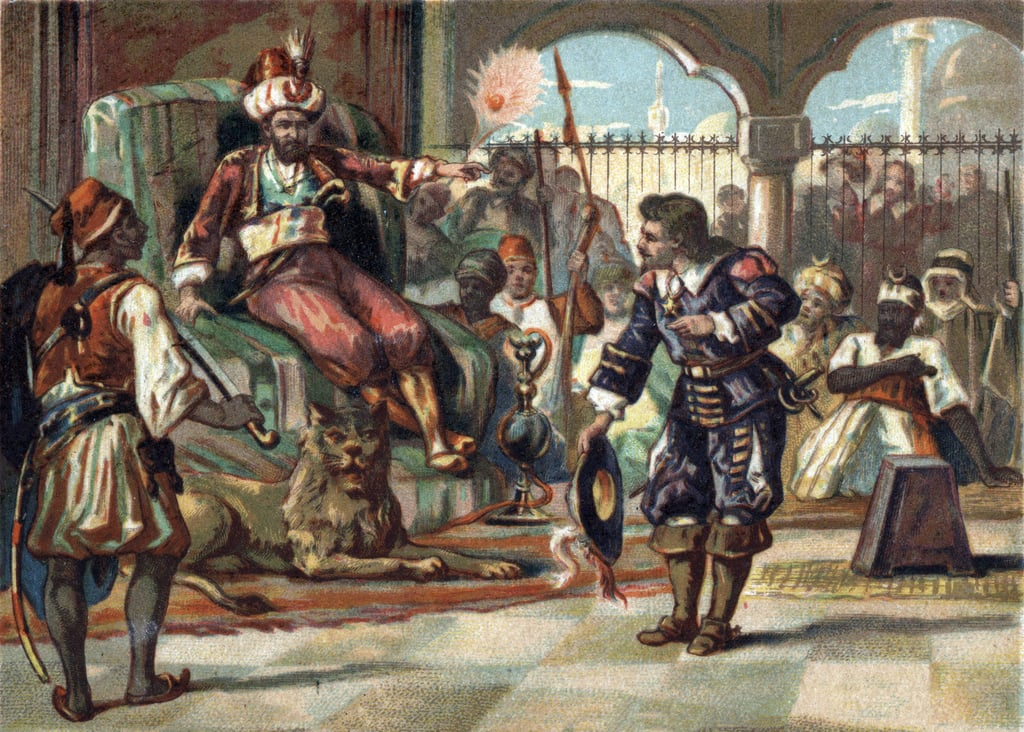
Chromolithographie de la fin du XIXe siècle représentant Pierre Porcon de La Barbinais et le dey d'Alger.

En 1665, les armateurs malouins auraient confié le commandement d'une frégate de 36 canons à Pierre Porcon de La Barbinais pour protéger contre les attaques des Algériens leurs navires qui naviguaient en Méditerranée. Il est d'abord heureux dans l'exécution de son expédition, mais les Algériens ayant réuni une flotte nombreuse contre lui, il devient le prisonnier du dey d'Alger.
Au moment de la préparation d'une expédition d'une escadre de Louis XIV contre Alger pour faire cesser les actes de piraterie, le dey d'Alger charge Porcon de la Barbinais de porter à Louis XIV des propositions de paix, à la condition qu'il revienne prendre ses fers si la négociation échoue. La vie de 600 Français prisonniers du dey d'Alger dépendait du respect de cette dernière condition.
Les propositions de paix du dey d'Alger ayant été jugées inacceptables, il revient à Alger après être passé à Saint-Malo pour mettre en ordre ses affaires. Le dey d'Alger, mécontent de ce refus du roi, lui fait trancher la tête en 1681.

### Critique historique du récit
Marcel Emerit fait remarquer qu'il serait étonnant qu'un capitaine français soit resté seize ans prisonnier à Alger sans avoir été échangé ou libéré après le paiement d'une rançon. Par ailleurs, en 1666, Louis XIV envoie à Alger le commissaire de marine Trubert accompagné du marchand marseillais Arnault pour négocier la paix et obtenir la libération des captifs. L'accord signé, Trubert revient à Alger le 1er septembre pour régler les détails. Il est convenu de la reprise des échanges commerciaux, ainsi que de l'installation d'un consul de France. Le dey accepte de libérer deux captifs français contre un captif turc. Un mémoire de mai 1667 indique que 565 chrétiens ont été rapatriés. Il est peu probable qu'il n'y ait pas eu Pierre Porcon de La Barbinais parmi les chrétiens libérés s'il avait été à Alger en 1665. En 1681, les Français ayant refusé de libérer les Turcs, les corsaires algériens reprennent la chasse des bateaux français. Un navire malouin est pris mais le consul Le Vacher ne cite par Porcon de La Barbinais.
En octobre 1680, les corsaires barbaresques se sont emparés de plusieurs navires français sans déclaration de guerre. Le 18 octobre 1681, le dey d'Alger Baba Hassan déclare officiellement la guerre à la France. Le 23 octobre, il annonce au consul de France, Jean Le Vacher, le début des hostilités. Un mois plus tard, 29 navires français ont été pris et 300 hommes faits prisonniers. Louis XIV réagit particulièrement quand il apprend la capture d'un bâtiment de la marine royale et que son capitaine, le chevalier de Beaujeu, a été vendu comme esclave par Ali-Raïs, capitaine général des vaisseaux d'Alger. Il donne l'ordre à Abraham Duquesne d'aller bombarder la ville d'Alger. Impatient devant la lenteur de l'exécution de son ordre, il rappelle à Duquesne le 13 juin 1682 qu'il doit l'« exécuter sans réplique ». Duquesne quitte Toulon le 12 juillet à la tête de onze vaisseaux et de cinq galiotes à bombes. Cette flotte est rejointe le 18 juillet par 15 galères commandées par le duc de Mortemart (1679-1688), général des galères. Le 22 juillet, l'escadre française est devant Alger. Le bombardement d'Alger commence en août. Le dey d'Alger envoie Le Vacher à Duquesne pour négocier, mais en septembre les mauvaises conditions météorologiques vont amener Duquesne à retourner à Toulon.
Au printemps 1683, Duquesne reprend la mer avec une escadre plus importante qu'en 1682 pour un nouveau bombardement de la ville d'Alger. Le second bombardement commence dans la nuit du 26 au 27 juin 1683. Le dey d'Alger accepte de libérer 546 captifs français. Un chef de parti, Hadj Hussein Mezzomorto, prend le commandement et tue le dey. Le bombardement reprend, et pour venger les pertes, le 28 juillet, les assiégés attachent à la bouche de leurs canons le consul Jean Le Vacher et 16 prisonniers français. Le nouveau dey refuse de signer la paix avec Duquesne, vieillard qui a « épousé la mer et que l'ange de la mort avait oublié ». La paix est finalement signée le 25 avril 1684 entre le dey et Tourville.
Les activités des corsaires algérois reprenant, Louis XIV ordonne un troisième bombardement de la ville d'Alger en 1688 pour faire respecter le traité de paix signé en 1684. Le successeur de Mezzomorto, Hadj Chabane, nomme un ambassadeur à Versailles, Mohamed el Amin, pour négocier une paix durable qui est conclue dès 1690. En fait, la piraterie algéroise ne cesse qu'après la colonisation de l'Algérie par la France en 1830.
À aucun moment Pierre Porcon de La Barbinais n'apparaît dans le déroulement des faits à Alger entre 1680 et 1688.

### Un autre de La Barbinais
Si aucun Porcon de La Barbinais n'est cité dans des négociations entre le dey d'Alger et le royaume de France, il existe un Luc Trouin de La Barbinais, esclave au Maroc, envoyé en septembre 1689 par le sultan du Maroc, Ismaïl ben Chérif, pour négocier avec la France un échange de prisonnier. Sa mission réussit et il n'est probablement jamais retourné au Maroc. Il a été le successeur de son père comme consul à Malaga et rentre en France en 1689 au début de la guerre de la Ligue d'Augsbourg pour devenir un des armateurs les plus actifs de Saint-Malo. Il est anobli par Louis XIV en 1709.

## Famille
- Pierre Porcon, sieur de la Barbinais, marié en 1578 à Thomase Chertier,
  - Guillaume Porcon (1579- )
  - René Porcon (1582- )
  - Pierre Porcon (1586- ) marié à Jeanne Richomme
    - Jean Porcon de la Barbinais (†1675) est marié en 1639 à Roberde Le Saulnier :
      - Pierre Porcon de la Barbinais (1639-1681?), qui serait ce négociateur malheureux envoyé par le dey d'Alger,
      - Guillaume Porcon de la Barbinais (1642-1689)
      - Jean Porcon du Verger (1644-1687) marié en 1674 avec Jeanne Binet
        - Laurent Porcon de la Barbinais (1679-1721) marié à Janne Rose de Portier de La Villebonnier,
          - Guillemette Porcon de la Barbonnais (1706-1785) mariée en 1727 avec  Nicolas-Joseph Truchot de la Chesnays (1696-1762)
            - Rose Jeanne Julienne Truchot de la Chesnays (1746-1825) mariée en 1764 avec Charles-Joseph-Ange Surcouf (1739- ), seigneur du Boisgris, de La Douainière
              - Robert Surcouf (1773-1827)

      - Michel Porcon de la Barbinais (1648-1708)

  - Guillemette Porcon (1588- ) mariée à Étienne Trouin
    - Étienne Trouin (1615- ) marié à Guillemette Macé
      - Luc Trouin (1637-1687) marié en 1664 à Marguerite Boscher (1635-1705), écuyer, sieur de la Barbinais,consul à Malaga,capitaine de vaisseau en 1706, capitaine général garde des côtes maritimes et quartiers de la capitainerie de Dol,
        - Luc Trouin, sieur de la Barbinais, (1666-1737), consul à Malaga après son père en 1688, capitaine général garde des côtes maritimes et quartiers de la capitainerie de Dol, chevalier de Saint-Louis, anobli par lettres patentes du 9 juin 1709 par Louis XIV,
        - Charlotte Trouin (1668- )
        - René Trouin sieur du Guay (1673-1736)
        - Étienne Trouin (1677-1696), corsaire ;
        - Nicolas Trouin (1682-1704), capitaine du vaisseau La Valeur, tué en décembre 1704 au cours d'un combat ;
        - Marguerite Guyonne Trouin (1684-1765)

      - Jeanne Trouin (1645-1706) mariée en 1673 avec Nicolas Daniel (1640- )

## Hommages
Des rues portent le nom de Porcon de La Barbinais à Saint-Malo, Rennes et Dinan.